# Tasmaphena
Tasmaphena é um género de gastrópode  da família Rhytididae.
Este género contém as seguintes espécies:
- Tasmaphena lamproides (J. C. Cox, 1868)
- Tasmaphena sinclairi (L. Pfeiffer, 1845)
- Tasmaphena ruga (Legrand, 1871)